# Ella es bonita
«Ella es bonita» es una canción grabada por la cantante y compositora mexicana Natalia Lafourcade.. La canción fue escrita y producida por ella misma junto a Marco Moreno. Fue lanzada el 9 de agosto de 2009 como el segundo sencillo de su tercer álbum de estudio Hu hu hu. La canción logró el puesto número 6 en las listas del Mexico Airplay del Billboard.

## Video musical
El video musical oficial de «Ella es bonita » fue lanzado el 2 de octubre de 2009 en la plataforma digital YouTube. El videoclip ha recibido más de 35 millones de vistas desde su publicación.

## Lista de canciones

### Descarga digital
| Ella es bonita — Single |                  |          |  |
| N.º                     | Título           | Duración |  |
| 1.                      | «Ella es bonita» | 3:15     |  |

## Listas

### Semanales
| País   | Lista                      | Mejor posición | Ref.  |
| ------ | -------------------------- | -------------- | ----- |
| México | México Airplay (Billboard) | 6              | [ 4 ] |